# Вікно навпроти (фільм, 2003)
«Вікно навпроти» (італ. La finestra di fronte) — художній фільм 2003 року італійського режисера Ферзана Озпетека.

## Сюжет
День Джованни (грає Джованна Меццоджорно) з ранку до вечора заповнений працею: вона працює на птахофабриці, виховує двох дітей, куховарить і прибирає в будинку, а вечорами випікає тістечка для сусіднього кафе.
Одного разу чоловік Джованни Філіппо (Філіппо Нігро) приводить в будинок немолодого чоловіка, що втратив пам'ять. Тепер молодій жінці доводиться піклуватися і про нового постояльця. Спочатку він її дратує, але чим більше вона спілкується з ним, тим більше проникає цікавістю до цієї загадкової витонченої людини, зовсім не схожої на її доброго і дуже ординарного чоловіка.
Поступово Джованна дізнається таємниці минулого свого постояльця і, непомітно для самої себе, переносить на нього свої мрії про ідеального чоловіка, який міг би наповнити її життя сенсом і щастям…

## Нагороди
- 4 Давид ді Донателло Нагороди (Найкращий актор: Массімо Джиротті — Найкраща акторка: Джованна Медзоджорно — Найкращий фільм: Джанні Ромолі, Тільда Корсі і Ферзан Озпетек — Найкраща музика: Андреа Гуєрра)
- 3 «Срібні стрічки» Національного синдикату кіножурналістів Італії Премії (Найкраща акторка: Джованна Меццоджорно — Найкраща історія: Джанні Ромолі і Ферзан Озпетек — Найкраща пісня: Giorgia на пісню Gocce ді Memoria)
- Премія Кришталевий глобус (Карлові Вари) найкращому режисерові на МКФ у Карлових Варах
- Golden Space Needle Award в Сіетлі Міжнародний кінофестиваль